# Лауреаты Премии Правительства Российской Федерации в области науки и техники (2007)
Лауреаты Премии Правительства Российской Федерации в области науки и техники 2007 года — перечень награждённых государственной наградой Российской Федерации, присужденной за достижения в науке и технике в 2007 году.
Постановлением Правительства Российской Федерации от 26 августа 2004 года № 439, в частности, было уменьшено число премий и максимально допустимое число лауреатов каждой премии, но значительно увеличена сумма премии. Согласно этому Постановлению, с 2005 года присуждалось не более 40 премий (в том числе 10 премий за работы в сфере обороны и безопасности), каждая в размере 1 миллион рублей. Авторский коллектив каждой работы был ограничен 10 претендентами.
Лауреаты определены Постановлением Правительства от 27 февраля 2008 года № 121 по предложениям Межведомственного совета по присуждению премий Правительства Российской Федерации в области науки и техники.

## Легенда
Приводятся данные по премированной работе; фамилии лауреатов, их должность и место работы; номер абзаца в Постановлении

## Лауреаты
| номер | Лауреаты | Премированная работа |
| ----- | --- | --- |
| 1.    | Сычеву Вячеславу Владимировичу, доктору технических наук, профессору кафедры государственного образовательного учреждения высшего профессионального образования «Московский энергетический институт (технический университет)», руководителю работы, Александрову Алексею Александровичу, доктору технических наук, профессору, Сухих Андрею Анатольевичу, кандидату технических наук, заведующему кафедрой, Филатову Николаю Яковлевичу, кандидату технических наук, профессору кафедры, — работникам того же учреждения; Иванову Владимиру Викторовичу, доктору экономических наук, кандидату технических наук, заместителю главного ученого секретаря президиума Российской академии наук; Козлову Александру Дмитриевичу, доктору технических наук, первому заместителю генерального директора федерального государственного унитарного предприятия «Российский научно-технический центр информации по стандартизации, метрологии и оценке соответствия», Мамонову Юрию Викторовичу, кандидату технических наук, директору департамента того же предприятия; Курташину Владимиру Егоровичу, кандидату технических наук, профессору, президенту открытого акционерного общества криогенного машиностроения, Матющенкову Виктору Кузьмичу, кандидату технических наук, главному специалисту, начальнику лаборатории того же акционерного общества; Цветкову Олегу Борисовичу, доктору технических наук, профессору, заведующему кафедрой государственного образовательного учреждения высшего профессионального образования «Санкт-Петербургский государственный университет низкотемпературных и пищевых технологий» | за разработку и внедрение комплекса прецизионных данных о теплофизических свойствах рабочих веществ криогенной и холодильной техники и тепловых насосов |
| 2.    | Глухих Василию Андреевичу, академику, научному руководителю федерального государственного унитарного предприятия «Научно-исследовательский институт электрофизической аппаратуры имени Д. В. Ефремова», руководителю работы, Баранову Геннадию Алексеевичу, доктору технических наук, профессору, директору научно-технического центра, Витковскому Ивану Викторовичу, кандидату технических наук, ведущему научному сотруднику, Кириллову Игорю Рафаиловичу, доктору технических наук, начальнику лаборатории, — работникам того же предприятия; Ежову Николаю Ивановичу, кандидату технических наук, начальнику конструкторской группы федерального государственного унитарного предприятия «Красная Звезда»; Костину Виталию Ивановичу, кандидату технических наук, директору — генеральному конструктору федерального государственного унитарного предприятия «Опытное Конструкторское Бюро Машиностроения имени И. И. Африкантова»; Ошканову Николаю Николаевичу, кандидату технических наук, заместителю генерального директора — директору филиала «Белоярская атомная станция» федерального государственного унитарного предприятия «Российский государственный концерн по производству электрической и тепловой энергии на атомных станциях» (концерн «Росэнергоатом»); Поплавскому Владимиру Михайловичу, доктору технических наук, профессору, заместителю генерального директора федерального государственного унитарного предприятия «Государственный научный центр Российской Федерации — Физико-энергетический институт имени А. И. Лейпунского»; Ревякину Юрию Леонидовичу, помощнику начальника реакторной установки федерального государственного унитарного предприятия «Государственный научный центр Российской Федерации — Научно-исследовательский институт атомных реакторов»; Огородникову Анатолию Петровичу (посмертно) | за комплекс научно-исследовательских и опытно-конструкторских работ по созданию и внедрению МГД техники для жидкометаллических систем ядерно-энергетических установок |
| 3.    | Карабанову Сергею Михайловичу, доктору технических наук, доценту, генеральному директору открытого акционерного общества «Рязанский завод металлокерамических приборов», руководителю работы, Баскакову Игорю Алексеевичу, главному инженеру, Быкову Александру Николаевичу, кандидату химических наук, начальнику лаборатории, Воиновой Нине Петровне, заместителю генерального директора, Каравалису Владимиру Васильевичу, начальнику лаборатории, Локштановой Ольге Григорьевне, кандидату технических наук, ведущему инженеру-химику, Майзельсу Рафаилу Михайловичу, главному конструктору, начальнику отдела, Ясевич Альбине Николаевне, главному технологу, заместителю начальника отдела, — работникам того же акционерного общества; Кальнову Владимиру Александровичу, кандидату технических наук, ученому секретарю государственного учреждения «Физико-технологический институт Российской академии наук» | за разработку и промышленное освоение современных элементов коммутационной техники (герконов) и изделий на их основе |
| 4.    | Амеличеву Владимиру Викторовичу, кандидату технических наук, начальнику лаборатории государственного учреждения «Научно-производственный комплекс „Технологический центр“ Московского государственного института электронной техники», Дягилеву Владимиру Владимировичу, начальнику опытного производства, Саурову Александру Николаевичу, доктору технических наук, профессору, директору, Тарасову Валерию Алексеевичу, научному сотруднику, — работникам того же учреждения; Золотову Игорю Юрьевичу, доктору технических наук, профессору, председателю секции прикладных проблем при президиуме Российской академии наук; Резневу Алексею Алексеевичу, доктору технических наук, профессору, командиру подразделения войсковой части 68240; Тимошенкову Сергею Петровичу, доктору технических наук, заведующему кафедрой государственного образовательного учреждения высшего профессионального образования «Московский государственный институт электронной техники (технический университет)», Чаплыгину Юрию Александровичу, члену-корреспонденту Российской академии наук, ректору того же учреждения; Шелепину Николаю Алексеевичу, доктору технических наук, заместителю генерального директора — главному конструктору открытого акционерного общества "Научно-исследовательский институт молекулярной электроники и завод «Микрон»; Зимину Виктору Николаевичу (посмертно) | за разработку и внедрение в серийное производство кремниевых интегральных микроэлектронных датчиков |
| 5.    | Уладинову Александру Бадминовичу, кандидату технических наук, управляющему закрытого акционерного общества "Научно-производственное предприятие «Проект-техника», руководителю работы, Кардашенко Михаилу Зиновьевичу, председателю совета директоров, Ухову Виктору Николаевичу, техническому директору, — работникам того же акционерного общества; Ануфриеву Борису Григорьевичу, кандидату технических наук, ведущему научному сотруднику государственного научного учреждения «Государственный научно-исследовательский институт системного анализа Счетной палаты Российской Федерации»; Дружину Олегу Вячеславовичу, заместителю начальника управления федерального государственного унитарного предприятия «Предприятие по поставкам продукции Управления делами Президента Российской Федерации», Масановцу Валентину Викторовичу, кандидату технических наук, начальнику управления того же предприятия; Преснякову Николаю Ивановичу, кандидату технических наук, доценту, генеральному директору общества с ограниченной ответственностью "Аналитическо-консультационное бюро по автоматизированным строительным системам «АСС-бюро»; Шевченко Виктору Григорьевичу, кандидату философских наук, профессору, президенту общероссийской общественной организации «Академия проблем безопасности, обороны и правопорядка»; Шемигону Николаю Николаевичу, генеральному директору федерального государственного унитарного предприятия "Специальное научно-производственное объединение «Элерон» | за создание и внедрение новых высокоэффективных технологий, оборудования и мобильных автоматизированных комплексов для оперативного выпуска высококачественной полноцветной печатной продукции |
| 6.    | Короткому Анатолию Аркадьевичу, доктору технических наук, профессору кафедры государственного образовательного учреждения высшего профессионального образования «Южно-Российский государственный технический университет (Новочеркасский политехнический институт)», руководителю работы, Маслову Валерию Борисовичу, кандидату технических наук, доценту кафедры, Павленко Александру Валентиновичу, доктору технических наук, профессору, проректору, Хальфину Марату Нурмухамедовичу, доктору технических наук, профессору, заведующему кафедрой, — работникам того же учреждения; Гущину Владимиру Васильевичу, кандидату технических наук, руководителю Северо-Кавказского межрегионального управления Федеральной службы по экологическому, технологическому и атомному надзору, Иванову Константину Михайловичу, начальнику Черноморского отдела того же управления, Котельникову Владимиру Семеновичу, кандидату технических наук, доценту, начальнику управления, — работникам той же службы; Доппельмайеру Михаэлю, президенту фирмы «Доппельмайер Зайльбанен ГмбХ» (Doppelmayr Seilbahnen GmbH, Австрия); Козловскому Александру Евгеньевичу, генеральному директору закрытого акционерного общества «Самарские канатные дороги»; Телегиной Людмиле Семеновне, заместителю генерального директора общества с ограниченной ответственностью «Оптопром-ВТФ» | за создание многофункциональных высокоэффективных и безопасных в эксплуатации пассажирских канатных дорог, способствующих экономическому развитию горноклиматических территорий |
| 7.    | Приходько Вячеславу Михайловичу, члену-корреспонденту Российской академии наук, ректору государственного образовательного учреждения высшего профессионального образования «Московский автомобильно-дорожный институт (государственный технический университет)», руководителю работы, Казанцеву Всеволоду Феодосьевичу, доктору физико-математических наук, профессору, Кудряшову Борису Александровичу, кандидату технических наук, профессору, Нигметзянову Равилю Исламовичу, Фатюхину Дмитрию Сергеевичу, кандидатам технических наук, доцентам, — работникам того же учреждения; Абрамову Владимиру Олеговичу, кандидату физико-математических наук, генеральному директору общества с ограниченной ответственностью «Центр прикладной акустики»; Абрамову Олегу Владимировичу, доктору технических наук, профессору, заведующему лабораторией государственного учреждения «Институт общей и неорганической химии имени Н. С. Курнакова Российской академии наук»; Артемьеву Вячеславу Викторовичу, кандидату технических наук, генеральному директору управляющей организации общества с ограниченной ответственностью «Авиакор — Самарский авиационный завод»; Коломеецу Николаю Петровичу, кандидату технических наук, заместителю начальника центра — начальнику лаборатории федерального государственного унитарного предприятия "Производственное объединение «Северное машиностроительное предприятие»; Эльдарханову Аднану Саидовичу, доктору технических наук, генеральному директору общества с ограниченной ответственностью "Научный центр «Новейшие материалы и технологии» | за разработку ультразвукового оборудования нового поколения для получения и обработки деталей и узлов транспортного машиностроения |
| 8.    | Захарову Александру Сергеевичу, генеральному директору закрытого акционерного общества "Научно-производственная фирма «Новотех», руководителю работы, Анохину Валерию Львовичу, заместителю главного конструктора, Арянину Александру Георгиевичу, Богачеву Виктору Егоровичу, кандидатам технических наук, Белову Вячеславу Дмитриевичу, начальникам отделов, Набоку Александру Андреевичу, кандидату технических наук, главному конструктору, Осмоловскому Юрию Анатольевичу, главному специалисту, Прохорову Валерию Алексеевичу, кандидату химических наук, заместителю начальника отдела, Удоту Виктору Владимировичу, начальнику отдела, — работникам того же акционерного общества; Блащуку Владимиру Николаевичу, кандидату физико-математических наук, генеральному директору закрытого акционерного общества «Завод переработки покрышек N 1» | за разработку способа и оборудования взрывоциркуляционного измельчения изношенных покрышек для высокодоходных промышленных производств (шифр РУНА-30) |
| 9.    | Берестовицкому Эрлену Григорьевичу, кандидату технических наук, начальнику лаборатории — главному акустику федерального государственного унитарного предприятия "Научно-производственное объединение «„Аврора“», руководителю работы, Ромашову Николаю Николаевичу, кандидату технических наук, ведущему научному сотруднику, Сарафанову Игорю Алексеевичу, кандидату технических наук, ведущему инженеру, Шилову Константину Юрьевичу, доктору технических наук, первому заместителю генерального директора, — работникам того же предприятия; Голованову Владимиру Ивановичу, доктору технических наук, ведущему научному сотруднику федерального государственного унитарного предприятия «Центральный научно-исследовательский институт имени академика А. Н. Крылова», Маслову Вячеславу Львовичу, доктору технических наук, профессору, заместителю директора того же предприятия; Жиличу Владимиру Николаевичу, кандидату технических наук, главному конструктору по специализации — начальнику отделения федерального государственного унитарного предприятия "Центральное конструкторское бюро морской техники «Рубин»; Морозкину Геннадию Дмитриевичу, доктору технических наук, профессору, главному конструктору по специализации — руководителю отделения федерального государственного унитарного предприятия "Санкт-Петербургское морское бюро машиностроения «Малахит»; Туманову Александру Васильевичу, начальнику отдела Федерального агентства по промышленности; Царенко Алексею Григорьевичу, кандидату технических наук, начальнику отдела федерального государственного учреждения «1 Центральный научно-исследовательский институт Министерства обороны Российской Федерации» | за создание уникального стенда и на его базе малошумных приборов систем управления техническими средствами кораблей, судов и объектов общепромышленного назначения |
| 10.   | Билинчуку Александру Васильевичу, кандидату технических наук, заместителю генерального директора — главному геологу открытого акционерного общества «Славнефть-Мегионнефтегаз», Твердой Ларисе Александровне, заместителю генерального директора, Шульеву Юрию Викторовичу, кандидату технических наук, генеральному директору, — работникам того же акционерного общества; Булавину Валерию Дмитриевичу, кандидату технических наук, главному специалисту-эксперту Федерального агентства по науке и инновациям; Жданову Станиславу Анатольевичу, доктору технических наук, профессору, заместителю генерального директора открытого акционерного общества «Всероссийский нефтегазовый научно-исследовательский институт имени академика А. П. Крылова», Кряневу Дмитрию Юрьевичу, кандидату технических наук, заместителю генерального директора, Минакову Игорю Ивановичу, Петракову Андрею Михайловичу, кандидатам технических наук, заведующим лабораториями, — работникам того же акционерного общества; Мухаметзянову Ревалу Нурлыгаяновичу, кандидату геолого-минералогических наук, вице-президенту открытого акционерного общества «Газпром нефть»; Рябоконю Сергею Александровичу, доктору технических наук, генеральному директору открытого акционерного общества "Научно-производственное объединение «Бурение» | за разработку и внедрение комплекса инновационных высокоэффективных технологий и технических решений, обеспечивших ввод в активную разработку трудноизвлекаемых запасов и кратное увеличение добычи нефти на месторождениях открытого акционерного общества «Славнефть-Мегионнефтегаз»               |
| 11.   | Ампилову Юрию Петровичу, доктору физико-математических наук, профессору, начальнику лаборатории общества с ограниченной ответственностью «Научно-исследовательский институт природных газов и газовых технологий — ВНИИГАЗ», руководителю работы, Мирзоеву Дилижану Аллахверди оглы, доктору технических наук, профессору, директору центра «Морские нефтегазовые месторождения», Тимонину Александру Николаевичу, кандидату геолого-минералогических наук, начальнику лаборатории, Шарову Сергею Александровичу, Штейну Яну Игоревичу, кандидату геолого-минералогических наук, старшим научным сотрудникам лаборатории, — работникам того же общества; Вовку Владимиру Степановичу, кандидату технических наук, начальнику управления открытого акционерного общества «Газпром», Голубеву Валерию Александровичу, кандидату экономических наук, Круглову Андрею Вячеславовичу, доктору экономических наук, заместителям председателя правления, Курилкину Роману Леонидовичу, заместителю начальника департамента, Рабкину Владимиру Михайловичу, заместителю начальника управления — начальнику отдела, — работникам того же акционерного общества | за технологию подготовки запасов углеводородов промышленных категорий на примере Штокмановского газоконденсатного месторождения |
| 12.   | Совмену Владимиру Кушуковичу, генеральному директору закрытого акционерного общества "Золотодобывающая компания «Полюс», руководителю работы, Битарову Мираби Александровичу, директору Олимпиадинского горнообогатительного комбината, Должикову Александру Васильевичу, директору золотоизвлекательной фабрики, Липатовой Татьяне Валерьевне, главному технологу той же фабрики, — работникам того же комбината, Гуськову Владимиру Николаевичу, директору по науке и технологиям, Майорову Александру Макеевичу, начальнику отдела, — работникам того же акционерного общества; Адамову Эдуарду Владимировичу, доктору технических наук, профессору кафедры федерального государственного образовательного учреждения высшего профессионального образования "Государственный технологический университет «Московский государственный институт стали и сплавов»; Закревскому Михаилу Павловичу, кандидату технических наук, профессору, руководителю Енисейского межрегионального территориального управления технологического и экологического надзора Федеральной службы по экологическому, технологическому и атомному надзору; Седельниковой Галине Васильевне, доктору технических наук, заместителю директора федерального государственного унитарного предприятия «Центральный научно-исследовательский геолого-разведочный институт цветных и благородных металлов»; Каравайко Григорию Ивановичу (посмертно) | за создание в условиях Крайнего Севера высокотехнологичного производства по добыче и переработке золотосодержащих руд при промышленном освоении месторождения «Олимпиадинское» |
| 13.   | Беневольскому Борису Игоревичу, доктору геолого-минералогических наук, заведующему отделом федерального государственного унитарного предприятия «Центральный научно-исследовательский геолого-разведочный институт цветных и благородных металлов», Вартаняну Сергею Сероповичу, кандидату геолого-минералогических наук, заместителю директора, Кочневу-Первухову Владимиру Ильичу, Куторгину Владимиру Ильичу, кандидатам геолого-минералогических наук, ведущим научным сотрудникам, Кривцову Анатолию Ивановичу, доктору геолого-минералогических наук, профессору, заместителю директора, Кузнецову Владимиру Вениаминовичу, кандидату геолого-минералогических наук, заведующему отделом, Мигачеву Игорю Федоровичу, доктору геолого-минералогических наук, директору, Новикову Вячеславу Петровичу, доктору геолого-минералогических наук, ведущему научному сотруднику, Ручкину Георгию Владимировичу, доктору геолого-минералогических наук, профессору, заведующему отделом, — работникам того же предприятия; Михайлову Борису Константиновичу, начальнику управления Федерального агентства по недропользованию | за научное обоснование, создание и реализацию системы прогноза и воспроизводства минерально-сырьевой базы благородных и цветных металлов Российской Федерации |
| 14.   | Готье Сергею Владимировичу, члену-корреспонденту Российской академии медицинских наук, заведующему отделом государственного учреждения Российского научного центра хирургии имени академика Б. В. Петровского Российской академии медицинских наук, руководителю работы, Вабищевичу Антону Витальевичу, Цирульниковой Ольге Мартеновне, докторам медицинских наук, старшим научным сотрудникам, Константинову Борису Алексеевичу, академику Российской академии медицинских наук, директору, — работникам того же учреждения; Гранову Дмитрию Анатольевичу, доктору медицинских наук, профессору, заместителю директора федерального государственного учреждения «Российский научный центр радиологии и хирургических технологий Федерального агентства по высокотехнологичной медицинской помощи», Жеребцову Федору Константиновичу, кандидату медицинских наук, заместителю главного врача, Осовских Виктору Васильевичу, кандидату медицинских наук, ведущему научному сотруднику, руководителям групп, — работникам того же учреждения; Мойсюку Яну Геннадиевичу, доктору медицинских наук, профессору, заведующему отделением федерального государственного учреждения «[[Научно-исследовательский институт трансплантологии и искусственных органов Федерального агентства по высокотехнологичной медицинской помощи]]»; Чжао Алексею Владимировичу, доктору медицинских наук, руководителю центра государственного учреждения здравоохранения г. Москвы Научно-исследовательского института скорой помощи имени Н. В. Склифосовского Департамента здравоохранения г. Москвы; Шумакову Валерию Ивановичу (посмертно) | за трансплантацию печени как радикального метода лечения тяжелых заболеваний печени у взрослых и детей — создание и внедрение нового направления в российском здравоохранении |
| 15.   | Оганову Рафаэлю Гегамовичу, академику Российской академии медицинских наук, директору федерального государственного учреждения «[[Государственный научно-исследовательский центр профилактической медицины Федерального агентства по высокотехнологичной медицинской помощи]]», руководителю работы, Калининой Анне Михайловне, доктору медицинских наук, профессору, руководителю отдела, Шальновой Светлане Анатольевне, доктору медицинских наук, профессору, заместителю директора, — работникам того же учреждения; Арутюнову Альберту Торгамовичу, доктору медицинских наук, профессору, заместителю начальника Главного медицинского управления Управления делами Президента Российской Федерации; Денисову Игорю Николаевичу, академику Российской академии медицинских наук, проректору государственного образовательного учреждения высшего профессионального образования Московской медицинской академии имени И. М. Сеченова Федерального агентства по здравоохранению и социальному развитию; Заридзе Давиду Георгиевичу, члену-корреспонденту Российской академии медицинских наук, заместителю директора государственного учреждения Российского онкологического научного центра имени Н. Н. Блохина Российской академии медицинских наук; Найговзиной Нелли Борисовне, доктору медицинских наук, профессору, заместителю начальника Экспертного управления Президента Российской Федерации Администрации Президента Российской Федерации; Тутельяну Виктору Александровичу, академику Российской академии медицинских наук, директору государственного учреждения «Научно-исследовательский институт питания Российской академии медицинских наук»; Хальфину Руслану Альбертовичу, доктору медицинских наук, профессору, заместителю Министра здравоохранения и социального развития Российской Федерации; Яковлевой Татьяне Владимировне, доктору медицинских наук, депутату Государственной Думы Федерального Собрания Российской Федерации | за разработку и внедрение медицинских профилактических технологий, направленных на сохранение и укрепление здоровья населения, и улучшение демографической ситуации в России |
| 16.   | Гусаровой Галине Ивановне, кандидату медицинских наук, доценту кафедры государственного образовательного учреждения высшего профессионального образования «Самарский государственный медицинский университет Федерального агентства по здравоохранению и социальному развитию», руководителю работы, Двойникову Сергею Ивановичу, доктору медицинских наук, профессору, директору института сестринского образования, заведующему кафедрой, Измалкову Сергею Николаевичу, доктору медицинских наук, профессору, директору института последипломного образования — проректору, — работникам того же учреждения; Володину Николаю Николаевичу, академику Российской академии медицинских наук, ректору государственного образовательного учреждения высшего профессионального образования «Российский государственный медицинский университет Федерального агентства по здравоохранению и социальному развитию»; Гридасову Геннадию Николаевичу, кандидату медицинских наук, главному врачу государственного учреждения здравоохранения «Самарская областная клиническая больница имени М. И. Калинина»; Суховой Наталье Николаевне, главному врачу муниципального учреждения здравоохранения «Ставропольская центральная районная больница»; Титову Константину Алексеевичу, доктору экономических наук, члену Совета Федерации Федерального Собрания Российской Федерации | за разработку новых концептуальных технологий развития здравоохранения Самарской области и внедрение их в практику |
| 17.   | Кукесу Владимиру Григорьевичу, академику Российской академии медицинских наук, заведующему кафедрой государственного образовательного учреждения высшего профессионального образования «Московская медицинская академия имени И. М. Сеченова Федерального агентства по здравоохранению и социальному развитию», руководителю работы, Арзамасцеву Александру Павловичу, академику Российской академии медицинских наук, заведующему кафедрой, Герасимову Владимиру Борисовичу, Стародубцеву Алексею Константиновичу, Сычеву Дмитрию Алексеевичу, Ших Евгении Валерьевне, докторам медицинских наук, профессорам кафедр, Раменской Галине Владиславовне, доктору фармацевтических наук, профессору кафедры, — работникам того же учреждения; Каркищенко Николаю Николаевичу, члену-корреспонденгу Российской академии медицинских наук, директору государственного учреждения «Научный центр биомедицинских технологий Российской академии медицинских наук»; Колесникову Сергею Ивановичу, академику Российской академии медицинских наук, депутату Государственной Думы Федерального Собрания Российской Федерации, заместителю председателя Комитета Государственной Думы по охране здоровья; Хабриеву Рамилу Усмановичу, члену-корреспонденту Российской академии медицинских наук, заместителю директора Департамента социального развития и охраны окружающей среды Правительства Российской Федерации | за оптимизацию лекарственной терапии на основе изучения биотрансформации и транспортеров лекарственных средств |
| 18.   | Красному Борису Лазаревичу, доктору технических наук, генеральному директору закрытого акционерного общества "Научно-технический центр «Бакор», руководителю работы, Голубеву Александру Александровичу, кандидату технических наук, научному консультанту, Кислякову Андрею Николаевичу, старшему научному сотруднику, Красному Александру Борисовичу, председателю совета директоров, Тарасовскому Вадиму Павловичу, кандидату технических наук, заместителю генерального директора, — работникам того же акционерного общества; Анциферову Владимиру Никитовичу, академику, научному руководителю Научного центра порошкового материаловедения государственного образовательного учреждения высшего профессионального образования «Пермский государственный технический университет», Ханову Алмазу Муллаяновичу, доктору технических наук, профессору, заместителю научного руководителя того же Научного центра; Бондарю Владимиру Викторовичу, кандидату медицинских наук, генеральному директору общества с ограниченной ответственностью «Бакор-ФильтрКерамика», Буртовому Александру Гавриловичу, генеральному конструктору, Дохову Руслану Кушбиевичу, кандидату технических наук, исполнительному директору, работникам того же общества | за разработку научных основ и технологии проницаемой керамики с регулируемой от нано- до микро- пористостью и организацию серийного производства фильтрующих элементов и установок для эффективного обезвоживания концентратов полиметаллических руд и очистки расплавов черных и цветных металлов   |
| 19.   | Банных Олегу Александровичу, академику, заведующему лабораторией государственного учреждения «Институт металлургии материаловедения имени А. А. Байкова Российской академии наук», Блинову Виктору Михайловичу, доктору технических наук, профессору, главному научному сотруднику того же учреждения; Голландцеву Анатолию Викторовичу, главному специалисту открытого акционерного общества «Ракетно-космическая корпорация „Энергия“ имени С. П. Королева»; Дурынину Виктору Алексеевичу, кандидату технических наук, директору общества с ограниченной ответственностью «ОМЗ-Спецсталь»; Ермакову Борису Сергеевичу, доктору технических наук, профессору кафедры государственного образовательного учреждения высшего профессионального образования «Санкт-Петербургский государственный университет низкотемпературных и пищевых технологий», Солнцеву Юрию Порфирьевичу, доктору технических наук, профессору, заведующему кафедрой того же учреждения; Панфиловой Людмиле Михайловне, кандидату технических наук, главному научному сотруднику открытого акционерного общества «Уральский институт металлов», Смирнову Леониду Андреевичу, члену-корреспонденту Российской академии наук, генеральному директору того же акционерного общества; Слепцову Олегу Ивкентьевичу, доктору технических наук, профессору, директору Института физико-технических проблем Севера научно-исследовательского учреждения Сибирского отделения Российской академии наук; Степанову Георгию Александровичу, доктору технических наук, главному научному сотруднику открытого акционерного общества криогенного машиностроения | за разработку научных основ создания высокопрочных коррозионно-стойких, хладостойких и криогенных сталей для конструкций ответственного назначения |
| 20.   | Логинову Валерию Николаевичу, начальнику доменного цеха открытого акционерного общества «Север сталь», руководителю работы, Захарову Александру Вильевичу, кандидату технических наук, старшему менеджеру, Нетронину Валерию Ивановичу, заместителю начальника доменного цеха, — работникам того же общества; Карабасову Юрию Сергеевичу, доктору технических наук, профессору, депутату Государственной Думы Федерального Собрания Российской Федерации; Юсфину Юлиану Семеновичу, доктору технических наук, профессору, заведующему кафедрой федерального государственного образовательного учреждения высшего профессионального образования "Государственный технологический университет «Московский государственный институт стали и сплавов»; Шатлову Владимиру Александровичу, кандидату технических наук, председателю некоммерческой организации "Ассоциация доменщиков «АССОД» | за комплекс научных и инженерных решений, внедренных на самой крупной в мире доменной печи N 5 открытого акционерного общества «Северсталь» в 1995—2005 годах, обеспечивших достижение лучших в мире показателей по технике, технологии, экономике производства чугуна и продлению срока службы печи |
| 21.   | Нестерову Владимиру Евгеньевичу, генеральному директору федерального государственного унитарного предприятия «Государственный космический научно-производственный центр имени М. В. Хруничева», руководителю работы, Волошину Леониду Иосифовичу, главному конструктору, Додину Игорю Соломоновичу, Сычеву Василию Николаевичу, кандидату технических наук, заместителям генерального директора — директорам заводов, Цурикову Юрию Александровичу, доктору технических наук, профессору, ученому секретарю совета, — работникам того же предприятия; Арбузову Игорю Александровичу, генеральному директору открытого акционерного общества «Протон-Пермские моторы»; Лысенко Сергею Александровичу, начальнику управления — заместителю начальника эксплуатации и ремонта вооружения и военной техники Управления начальника вооружения Космических войск; Морозову Владимиру Владимировичу, кандидату технических наук, доценту, начальнику отделения, заместителю генерального конструктора федерального государственного унитарного предприятия «Научно-производственный центр автоматики и приборостроения имени академика Н. А. Пилюгина»; Райкунову Геннадию Геннадьевичу, доктору технических наук, профессору, генеральному директору — главному конструктору федерального государственного унитарного предприятия «Научно-производственное объединение измерительной техники»; Чулкову Александру Николаевичу, начальнику управления Федерального космического агентства | за создание и отработку нового российского космического ракетного комплекса «Протон-М» |
| 22.   | Тирскому Григорию Александровичу, доктору физико-математических наук, профессору, научному руководителю аспирантуры государственного образовательного учреждения высшего профессионального образования «Московский физико-технический институт (государственный университет)», руководителю работы; Белошицкому Александру Васильевичу, кандидату физико-математических наук, доценту, заместителю начальника отдела — начальнику сектора открытого акционерного общества «Ракетно-космическая корпорация „Энергия“ имени С. П. Королева»; Боровому Вольфу Яковлевичу, доктору технических наук, профессору, главному научному сотруднику федерального государственного унитарного предприятия «Центральный аэрогидродинамический институт имени профессора Н. Е. Жуковского», Егорову Ивану Владимировичу, члену-корреспонденту Российской академии наук, заместителю директора того же предприятия; Власову Вячеславу Ивановичу, ведущему инженеру федерального государственного унитарного предприятия «Центральный научно-исследовательский институт машиностроения», Горшкову Андрею Борисовичу, Ковалеву Роману Вячеславовичу, кандидатам физико-математических наук, старшим научным сотрудникам, — работникам того же предприятия; Горскому Валерию Владимировичу, доктору технических наук, профессору, главному научному сотруднику открытого акционерного общества "Военно-промышленная корпорация «Научно-производственное объединение машиностроения»; Ковалеву Валерию Леонидовичу, доктору физико-математических наук, профессору, заместителю декана механико-математического факультета Московского государственного университета имени М. В. Ломоносова, Сахарову Владимиру Игоревичу, кандидату физико-математических наук, ведущему научному сотруднику Научно-исследовательского института механики того же университета | за создание теоретических основ и программных комплексов для моделирования высокотемпературных течений многокомпонентного газа и плазмы и процессов теплообмена в целях обеспечения разработки современных выводимых и спускаемых космических аппаратов                                              |
| 23.   | Кобракову Константину Ивановичу, доктору химических наук, профессору, первому проректору — проректору по научной работе государственного образовательного учреждения высшего профессионального образования «Московский государственный текстильный университет имени А. Н. Косыгина», руководителю работы, Гальбрайху Леониду Семеновичу, доктору химических наук, профессору, заведующему кафедрой, Дружининой Тамаре Викторовне, Зубковой Нине Сергеевне, докторам химических наук, профессорам, — работникам того же учреждения; Константиновой Наталии Ивановне, доктору технических наук, начальнику сектора федерального государственного учреждения «[[Всероссийский ордена „Знак Почета“ научно-исследовательский институт противопожарной обороны Министерства Российской Федерации по делам гражданской обороны, чрезвычайным ситуациям и ликвидации последствий стихийных бедствий]]»; Лысенко Александру Александровичу, кандидату технических наук, профессору, заведующему кафедрой государственного образовательного учреждения высшего профессионального образования «Санкт-Петербургский государственный университет технологии и дизайна»; Матвееву Дмитрию Владимировичу, кандидату технических наук, генеральному директору некоммерческой организации «Союз производителей новых материалов»; Подобному Виктору Леонтьевичу, кандидату технических наук, директору общества с ограниченной ответственностью "Фирма «Кадет»; Футорянской Валентине Владимировне, старшему научному сотруднику центра открытого акционерного общества Научно-производственный комплекс «ЦНИИШерсть»; Юртову Евгению Васильевичу, члену-корреспонденту Российской академии наук, заведующему кафедрой государственного образовательного учреждения высшего профессионального образования «Российский химико-технологический университет имени Д. И. Менделеева» | за разработку научных основ, создание и внедрение в производство высокоэффективных технологий получения комплекса экологически ориентированных конкурентоспособных текстильных материалов для защиты среды обитания человека                                                                         |
| 24.   | Исаеву Вячеславу Арташесовичу, доктору биологических наук, профессору, генеральному директору закрытого акционерного общества "Научно-производственное предприятие «ТРИНИТА», руководителю работы; Беляеву Евгению Николаевичу, члену-корреспонденту Российской академии медицинских наук, первому заместителю главного врача федерального государственного учреждения здравоохранения «Федеральный центр гигиены и эпидемиологии» Федеральной службы по надзору в сфере защиты прав потребителей и благополучия человека, Корсаку Михаилу Николаевичу, кандидату биологических наук, доценту, руководителю отделения того же учреждения; Верховскому Александру Григорьевичу, генеральному директору закрытого акционерного общества «Гидрострой», Вороновой Людмиле Алексеевне, начальнику отдела, Додовой Раисе Алиевне, начальнику цеха, Филиппову Юрию Борисовичу, заместителю генерального директора, — работникам того же общества; Громовой Варваре Александровне, доктору технических наук, советнику федерального государственного унитарного предприятия «Всероссийский научно-исследовательский институт рыбного хозяйства и океанографии»; Лебедеву Альберту Тарасовичу, доктору химических наук, профессору химического факультета Московского государственного университета имени М. В. Ломоносова | за разработку научных основ и промышленное внедрение новых технологий рыбных продуктов с использованием пищевых добавок полифункционального действия для сохранения здоровья нации |
| 25.   | Гусеву Борису Александровичу, кандидату технических наук, заведующему лабораторией федерального государственного унитарного предприятия «Научно-исследовательский технологический институт имени А. П. Александрова», Епимахову Виталию Николаевичу, доктору химических наук, заведующему лабораторией, Ефимову Анатолию Алексеевичу, кандидату химических наук, начальнику отдела, Леонтьеву Геннадию Григорьевичу, кандидату технических наук, заместителю начальника отдела, Пыхтееву Олегу Юрьевичу, кандидату химических наук, помощнику генерального директора, — работникам того же предприятия; Москвину Алексею Леонидовичу, доктору технических наук, заместителю директора закрытого акционерного общества Научно-производственное объединение «Гранит-НЭМП»; Москвину Леониду Николаевичу, доктору химических наук, профессору, заведующему кафедрой федерального государственного образовательного учреждения высшего профессионального образования «Санкт-Петербургский государственный университет»; Мясоедову Борису Федоровичу, академику, советнику Российской академии наук; Новикову Александру Павловичу, доктору химических наук, ведущему научному сотруднику государственного учреждения «Ордена Ленина и ордена Октябрьской Революции Институт геохимии и аналитической химии имени В. И. Вернадского Российской академии наук»; Сорокину Николаю Михайловичу, кандидату технических наук, заместителю генерального директора — техническому директору федерального государственного унитарного предприятия «Российский государственный концерн по производству электрической и тепловой энергии на атомных станциях» | за комплексное решение проблем радиоэкологической безопасности объектов атомной энергетики, промышленности и флота |
| 26.   | Парамонову Александру Александровичу, кандидату технических наук, директору федерального государственного унитарного предприятия Опытно-конструкторское бюро океанологической техники Российской академии наук, руководителю работы, Афанасьеву Владимиру Николаевичу, начальнику отдела, Леденеву Виктору Валентиновичу, главному конструктору, начальнику отдела, Моисеенко Дмитрию Викторовичу, заместителю директора, — работникам того же предприятия; Еремееву Валерию Николаевичу, доктору физико-математических наук, профессору, директору Института биологии южных морей имени А. О. Ковалевского Национальной академии наук Украины; Коротаеву Геннадию Константиновичу, доктору физико-математических наук, профессору, заместителю директора Морского гидрофизического института Национальной академии наук Украины; Нерсесову Борису Ашотовичу, доктору технических наук, главному научному сотруднику государственного учреждения «Институт океанологии имени П. П. Ширшова Российской академии наук»; Смирнову Геннадию Васильевичу, академику, начальнику отдела флота президиума Российской академии наук; Сойферу Виктору Александровичу, члену-корреспонденту Российской академии наук, ректору государственного образовательного учреждения высшего профессионального образования «Самарский государственный аэрокосмический университет имени академика С. П. Королева»; Студенецкому Александру Сергеевичу, начальнику 1240 морской группы Министерства обороны Российской Федерации | за создание и внедрение многокомпонентной системы получения достоверных данных экологического диагноза и прогноза окраинных морей Российской Федерации |
| 27.   | Морозову Валерию Ивановичу, доктору технических наук, профессору, проректору государственного образовательного учреждения высшего профессионального образования «Санкт-Петербургский государственный архитектурно-строительный университет», руководителю работы, Пухаренко Юрию Владимировичу, доктору технических наук, доценту, заведующему кафедрой того же учреждения; Вахмистрову Александру Ивановичу, доктору экономических наук, профессору, вице-губернатору Санкт-Петербурга; Волкову Игорю Владимировичу, кандидату технических наук, заведующему лабораторией Научно-исследовательского, проектно-конструкторского и технологического института бетона и железобетона — филиала федерального государственного унитарного предприятия "Научно-исследовательский центр «Строительство», Шугаеву Владимиру Васильевичу, доктору технических наук, профессору, заведующему лабораторией того же филиала; Дмитриеву Александру Николаевичу, доктору технических наук, профессору, начальнику управления Департамента градостроительной политики, развития и реконструкции города правительства Москвы; Котляревскому Владимиру Абрамовичу, доктору технических наук, профессору, главному научному сотруднику федерального государственного учреждения «15 Центральный научно-исследовательский испытательный институт имени Д. М. Карбышева» Министерства обороны Российской Федерации; Магдееву Усману Хасановичу, доктору технических наук, академику Российской академии архитектуры и строительных наук, генеральному директору закрытого акционерного общества "Научно-исследовательский, проектно-технологический институт «Стройиндустрия»; Рабиновичу Феликсу Нисоновичу, кандидату технических наук, руководителю сектора открытого акционерного общества «Центральный научно-исследовательский и проектно-экспериментальный институт промышленных зданий и сооружений — ЦНИИПромзданий»; Стерину Валерию Семеновичу, кандидату технических наук, генеральному директору закрытого акционерного общества «Экспериментальный завод»                                                                         | за разработку теории, создание технологий и освоение массового производства эффективных строительных конструкций из фиброармированных бетонов |
| 28.   | Кузьмину Александру Викторовичу, академику Российской академии архитектуры и строительных наук, председателю Комитета по архитектуре и градостроительству г. Москвы — главному архитектору г. Москвы, руководителю работы; Бачуриной Светлане Самуиловне, доктору экономических наук, первому заместителю начальника управления аппарата мэра и правительства Москвы; Ресину Владимиру Иосифовичу, доктору экономических наук, профессору, академику Российской академии архитектуры и строительных наук, первому заместителю мэра Москвы в правительстве Москвы; Велькину Аркадию Львовичу, начальнику архитектурно-проектной мастерской открытого акционерного общества по комплексному проектированию градостроительных ансамблей, жилых районов, уникальных зданий и сооружений «Моспроект», Стейскалу Владимиру Вячеславовичу, почетному академику Российской академии архитектуры и строительных наук, генеральному директору того же акционерного общества; Гаджимусаеву Гаджимусе Гусейналиевичу, генеральному директору закрытого акционерного общества «Доринж-39»; Григорьеву Юрию Пантелеймоновичу, академику Российской академии архитектуры и строительных наук, директору государственного унитарного предприятия г. Москвы «Московский научно-исследовательский и проектный институт типологии, экспериментального проектирования»; Корнелюку Льву Моисеевичу, управляющему директору открытого акционерного общества "Холдинговая компания «Главмосстрой»; Лобанову Николаю Николаевичу, кандидату социологических наук, главе управы района Марьино г. Москвы; Новикову Андрею Васильевичу, первому заместителю генерального директора открытого акционерного общества «Москапстрой» | за проектирование и реализацию в г. Москве комплексной застройки на примере жилого района Марьинский парк в Юго-Восточном административном округе |
| 29.   | Скляру Геннадию Ивановичу, генеральному директору федерального государственного унитарного предприятия «Российская телевизионная и радиовещательная сеть», руководителю работы; Болодьяну Ивану Ардашевичу, доктору технических наук, профессору, заместителю начальника — начальнику центра федерального государственного учреждения «[[Всероссийский ордена „Знак Почета“ научно-исследовательский институт противопожарной обороны Министерства Российской Федерации по делам гражданской обороны, чрезвычайным ситуациям и ликвидации последствий стихийных бедствий]]»; Винокурову Сергею Александровичу, главному инженеру проектов закрытого акционерного общества «[[Центральный научно-исследовательский и проектный институт типового и экспериментального проектирования комплексов и зданий культуры, спорта и управления имени Б. С. Мезенцева]]», Травушу Владимиру Ильичу, доктору технических наук, академику Российской академии архитектуры и строительных наук, заместителю генерального директора, главному конструктору того же акционерного общества; Головину Кириллу Валерьевичу, главному инженеру проектов федерального государственного унитарного предприятия «Государственный специализированный проектный институт радио и телевидения», Демьянову Александру Ивановичу, кандидату технических наук, директору того же предприятия; Ильяичу Ефиму Анатольевичу, первому заместителю директора — главному инженеру Московского регионального центра — филиала федерального государственного унитарного предприятия «Российская телевизионная и радиовещательная сеть», Орешникову Вадиму Александровичу, заместителю главного инженера того же предприятия; Максимову Юрию Васильевичу, кандидату технических наук, ведущему научному сотруднику Научно-исследовательского, проектно-конструкторского и технологического института бетона и железобетона — филиала федерального государственного унитарного предприятия "Научно-исследовательский центр «Строительство»; Мучнику Валерию Давыдовичу, заместителю генерального директора открытого акционерного общества «Спецмонтажмеханизация» | за разработку и реализацию технологий предотвращения техногенных катастроф и восстановления радиотехнических сооружений |
| 30.   | Вареных Николаю Михайловичу, кандидату технических наук, директору федерального государственного унитарного предприятия "Федеральный научно-производственный центр «Научно-исследовательский институт прикладной химии», руководителю работы, Бидееву Геннадию Александровичу, кандидату технических наук, начальнику отделения, Обезьяеву Николаю Васильевичу, кандидату технических наук, начальнику отдела, Подсобляеву Вячеславу Александровичу, заместителю директора, — работникам того же предприятия; Горшукову Владимиру Валентиновичу, кандидату юридических наук, временно исполняющему обязанности начальника Центра оперативного руководства деятельностью специальных подразделений Министерства внутренних дел Российской Федерации; Грудзинскому Андрею Вячеславовичу, начальнику направления Управления развития базовых военных технологий и специальных проектов Министерства обороны Российской Федерации; Колесникову Юрию Александровичу, кандидату технических наук, ответственному секретарю научно-технического совета Военно-промышленной комиссии при Правительстве Российской Федерации; Макарову Дмитрию Игоревичу, начальнику лаборатории государственного учреждения «Научно-производственное объединение „Специальная техника и связь“ Министерства внутренних дел Российской Федерации»; Ноздрачеву Александру Васильевичу, кандидату технических наук, первому вице-губернатору Амурской области; Шальневу Анатолию Николаевичу, доктору медицинских наук, заведующему отделом федерального государственного учреждения «[[Центральный научно-исследовательский институт травматологии и ортопедии имени Н. Н. Приорова Федерального агентства по здравоохранению и социальному развитию]]» | за разработку и освоение производства комплекса высокоэффективного нелетального бесствольного гражданского и служебного оружия |